# Widelands

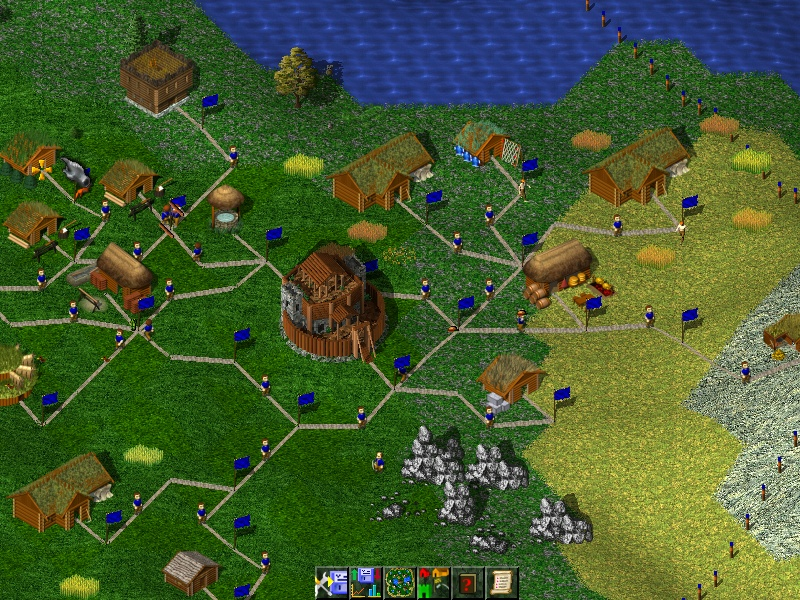
Barbaři

Widelands je pomalu plynoucí realtimeová strategická počítačová hra šířená pod licencí GPL. Je nápadně podobná a přebírá mnoho nápadů z her Settlers a Settlers II. Na rozdíl o těchto her se jedná o open source projekt a stále se vyvíjí.
Vývoj hry je stále zapotřebí zejména v grafice a opravě chyb.

## Rysy hry
Widelands může být hrána jako singleplayer hra (proti umělé inteligenci) i jako multiplayer přes lokální síť nebo Internet. Hráči hrají za jeden ze tří kmenů - Barbary, Římany nebo Atlantiďany.
Do hry je možné importovat mapy ze hry Settlers II. Widelands byla lokalizována do mnoha jazyků. Hru je možné spustit na několika operačních systémech jako GNU/Linux, BSD, Mac OS X a Windows.